# Anty Pansera
Anty Pansera (Milano, ...) è una storica dell'arte italiana.

## Biografia
Dopo la laurea in Storia della critica d'arte conseguita all'Università Statale di Milano, si interessa specialmente di disegno industriale e di arti decorative e applicate. Nel 1978 pubblica, per Longanesi, “Storia e cronaca della Triennale” e, nel 1980 con Alfonso Grassi, l’"Atlante del design italiano 1940-1980", per Fabbri Editori. Nel 1987 progetta e realizza, con Victor Margolin e Federick Wildaghen, il primo Convegno Internazionale degli storici del design, "Tradition and Modernism: design 1918-1940", tenutosi a Milano.
Insieme a Gillo Dorfles dirige la collana I designer italiani per le edizioni Laterza pubblicando i volumi dedicati a Bruno Munari, Anna Castelli Ferrieri, Giuseppe Pagano.
Dal 1974 è socia dell'ADI Associazione per il Disegno Industriale e dal 2009 della Associazione italiana degli storici - A/I/S/Design. Dal 2010 al 2016 è Presidente dell'ISIA – Facoltà del design di Faenza". Membro del Comitato direttivo della Design History Foundation di Barcellona. Dal 2012 è nel cda della Fondazione del Triennale Design Museum della Triennale di Milano e successivamente componente del comitato scientifico della stessa. Dal 1998 fa parte del Consiglio Direttivo della Sezione di Milano di Italia Nostra. È nel board di “Design Issue”, rivista dell'associazione degli storici del design inglesi.
Dal 2001 analizza e registra il contributo che le donne artiste, artigiane e designer italiane hanno reso al progetto. Nel 2009 fonda, con Luisa Bocchietto, Loredana Sarti e Patrizia Scarzella, l'Associazione D come Design.
Ha svolto attività di consulenza per alcuni enti pubblici (Comune e Provincia di Milano, Regione Lombardia, Ente Triennale) e per alcune aziende per l'organizzazione degli Archivi e dei Musei aziendali (Italtel, A. L. Colombo, Alessi, FiMaG- Aziende del Gruppo Guzzini) o per la ricerca sui prodotti (Enimont).

## Attività didattica
Inizia l'attività didattica nel 1971 insegnando Storia dell'Arte al Liceo Artistico di Brera a Milano e dal 1972 al 1978 Storia dell'Arte, del Design e della Comunicazione Visiva all'Istituto d'Arte di Monza. Dal 1971 al 1978 è assistente alla Facoltà d'Architettura del Politecnico di Milano e tiene lezioni all'ISIA (Istituto Superiore per le Industrie Artistiche) di Urbino.
Dal 1991 al 1996 è visiting professor in “Storia del design” ai corsi di specializzazione della Facoltà di Architettura dell'Università di Palermo e nel 1995 a quelli della Facoltà di Lettere di Firenze. Dal 1996 al 2008 insegna “Teoria e storia del disegno industriale” alla Facoltà di Architettura del Politecnico di Milano e dal 2000 al 2017 insegna “Storia del disegno industriale” al corso di Progettazione Artistica per l'Impresa dell'Accademia di Breradi Milano.
È socia dell'ANISA (Associazione degli Insegnanti di Storia dell'Arte) dal 1971.

## Studi sul Futurismo
Dedica diversi studi al Futurismo. Ha collaborato a Il dizionario del Futurismo, curato da Ezio Godoli, per il Mart nel 2001 ed è stata chiamata dal Ministero per i Beni e le Attività Culturali a far parte del Comitato Nazionale per la promozione e preparazione delle celebrazioni per il centenario del Manifesto futurista (decreto 20 marzo 2008).
Dal 1990 è direttore scientifico dell'Archivio Cesare Andreoni di Milano (curato da Mariateresa Chirico). Nel 1993 a Milano organizza, con Enrico Crispolti, una rassegna sul "Futurismo a Milano tra le due guerre" e cura la monografia Cesare Andreoni: artista, artigiano, protodesigner (ed. Bolis, Bergamo, 1992).

## Pubblicazioni selezionate
- 2015, La formazione del designer in Italia. Una storia lunga più di secolo, Marsilio Editori, Venezia[2]
- 2012, Le ceramiche di Antonia Campi. Geometrie impossibili, Galleria Credito Valtellinese, Palazzo Sertoli e Palazzo Sassi, Sondrio (settembre-novembre); Museo Diocesano, Milano
- 2011, Guido Andloviz, Il decoro in tavola. Forme e colori, Allemandi editore, Torino
- 2011, Nientedimeno, La forza del design femminile, Allemandi editore, Torino
- 2010, Sport&Design.it, per ICE Progetti Speciali, Johannesburg
- 2009, Milano Futurista, Luoghi opere eventi (a cura di, con Mt.Chirico), C.A.S.V.A., Milano
- 2008, Antonia Campi, creatività, forma e funzione, catalogo ragionato, Silvana editoriale
- 2008, D come Design, la mano, la mente il cuore, E20&Progetti
- 2008, Sportdesign - Progettare la competizione, E20&Progetti
- 2006, Design finlandese, la collezione Mangano, Silvana Editoriale
- 2005, Ville e villeggiatura tra eclettismo e razionalismo 1875-1945, Silvana editoriale
- 2004, 1923/1930 Monza verso l'unità delle arti, Silvana Editoriale
- 2004, Il Ponte delle Signore, con Mt. Chirico, ed. Archivio Pria, Biella
- 1995, Dizionario del design italiano (a cura di), Cantini
- 1993, Storia del disegno industriale italiano, Laterza
- 1990, Il design del mobile italiano, Laterza
- 1986, L'Italia del design, con A. Grassi, Marietti
- 1985, Guida all'arte contemporanea, con M. Vitta, Marietti
- 1983, E' Design. Nuove frontiere e strategie del design italiano degli anni Ottanta, Alinari
- 1980, Atlante del design italiano: 1940/1980, con A. Grassi (II ed. 1894), Gruppo Editoriale Fabbri
- 1978, Storia e cronaca della Triennale, Longanesi